# Pericoma multimaculata
Pericoma multimaculata är en tvåvingeart som beskrevs av Satchell 1950. Pericoma multimaculata ingår i släktet Pericoma och familjen fjärilsmyggor. Inga underarter finns listade i Catalogue of Life.